# Ginnastica acrobatica ai Giochi mondiali 2022 - Coppia mista
La gara della coppia mista di ginnastica acrobatica ai Giochi mondiali 2022 si è svolta il 15 luglio 2022 a Birmingham.

## Risultati

### Qualificazioni
| Rank | Squadra                              | Nazione    | Balance | Dynamic | Totale | Note |
| ---- | ------------------------------------ | ---------- | ------- | ------- | ------ | ---- |
| 1    | Helena Heijens, Bram Roettger        | Belgio     | 29.830  | 29.980  | 59.810 | Q    |
| 2    | Adi Horwitz, Meron Weissman          | Israele    | 28.610  | 28.250  | 56.860 | Q    |
| 3    | Daniel Blintsov, Pia Schuetze        | Germania   | 28.640  | 27.900  | 56.540 | Q    |
| 4    | Bohdan Ivanyk, Anastasiia Semenovych | Ucraina    | 27.050  | 27.880  | 54.930 | Q    |
| 5    | Dinis Cardoso, Maria Marvao          | Portogallo | 27.410  | 27.400  | 54.810 | R1   |
| 6    | Javier Martinez, Noa Murcia          | Spagna     | 26.750  | 26.890  | 53.640 | R2   |

### Finale
| Rank | Squadra                              | Nazione  | Difficoltà | Esecuzione | Artistico | Totale | Note   |
| ---- | ------------------------------------ | -------- | ---------- | ---------- | --------- | ------ | ------ |
| 1    | Helena Heijens, Bram Roettger        | Belgio   | 2.900      | 9.100      | 17.700    | 29.700 |        |
| 2    | Daniel Blintsov, Pia Schuetze        | Germania | 2.290      | 8.950      | 17.600    | 28.840 |        |
| 3    | Adi Horwitz, Meron Weissman          | Israele  | 2.520      | 8.450      | 16.500    | 26.270 | -1.200 |
| 4    | Bohdan Ivanyk, Anastasiia Semenovych | Ucraina  | 1.300      | 8.050      | 15.100    | 22.250 | -2.200 |